# Sergio Navarro
Sergio Raúl Navarro Rodríguez (født 20. februar 1936 i Santiago, Chile) er en tidligere chilensk fodboldspiller (forsvarer).
Navarro spillede hele sin karriere (1955-1968) i hjemlandet, hvor han var tilknyttet Universidad de Chile, Colo-Colo og Unión Española. Længst tid tilbragte han hos Universidad, hvor han spillede i 10 sæsoner, og var med til at vinde tre chilenske mesterskaber.
Navarro spillede desuden 31 kampe for det chilenske landshold. Han var anfører for det chilenske hold, der vandt bronze ved VM i 1962 på hjemmebane. Han spillede fire af holdets seks kampe i turneringen.

## Titler
Primera División de Chile
- 1959, 1962 og 1964 med Universidad de Chile